# Kilfeaghan

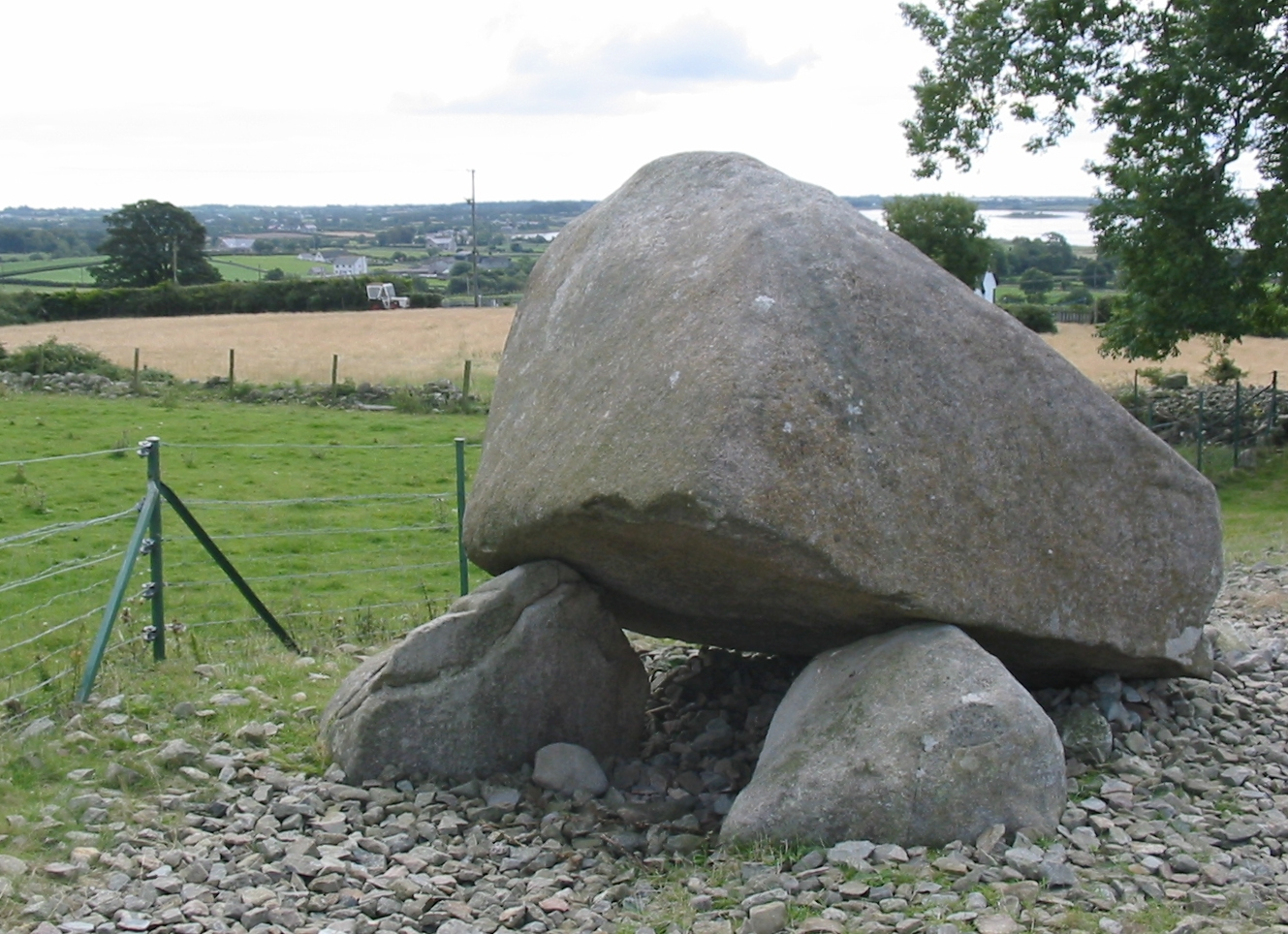
Portal Tomb von Kilfeaghan

Das Portal Tomb von Kilfeaghan liegt bei Rostrevor auf einer Farm am Carlingford Lough im County Down in Nordirland. Als Portal Tombs werden auf den Britischen Inseln Megalithanlagen bezeichnet, bei denen zwei gleich hohe, aufrecht stehende Steine mit einem Türstein dazwischen, die Vorderseite einer Kammer bilden, die mit einem zum Teil gewaltigen Deckstein bedeckt ist.
Die mehr als 5000 Jahre alte Megalithanlage besticht durch einen Deckstein aus Granit von etwa 3,4 m Länge, 2,5 m Breite und 1,5 m Stärke, der 35–40 t wiegt. Der Deckstein steht über fünf nur knapp sichtbaren Steinen, drei davon sind Tragsteine; zwei sind dünne Seitensteine. Die wahre Höhe der Anlage wird durch Hügelmaterial aus Rollsteinen verdeckt, in das das unter Bodenniveau der Anlage eingebettet ist. Eine partielle Untersuchung zeigte, dass die beiden Portalsteine (die vorderen höheren Steine) etwa 2,5 und die übrigen Steine vom Boden aus etwa 1,5 m hoch sind. Die Anlage steht am Nordende eines etwa 15 m langen und 5,5 m breiten Cairns (ähnlich der von Dyffryn Ardudwy im Norden von Wales). Der Kammerzugang zeigt nach Norden und vermutlich ging der Cairn im Norden ursprünglich noch weiter.
Die Ausgrabung zu Anfang des 20. Jahrhunderts lieferte Feuersteinabschläge, Knochen und Töpferware.